# Густав Шведский
Принц Густав Шведский, Густав Эрикссон Ваза (швед. Gustav Eriksson Vasa) (28 января 1568, Нючёпинг — ок. 22 февраля 1607, Кашин) — сын шведского короля Эрика XIV и Карин Монсдоттер; согласно некоторым свидетельствам, несостоявшийся жених Ксении Годуновой. Высокообразованный человек, снискал прозвище «второго Парацельса».

## Биография

### Происхождение

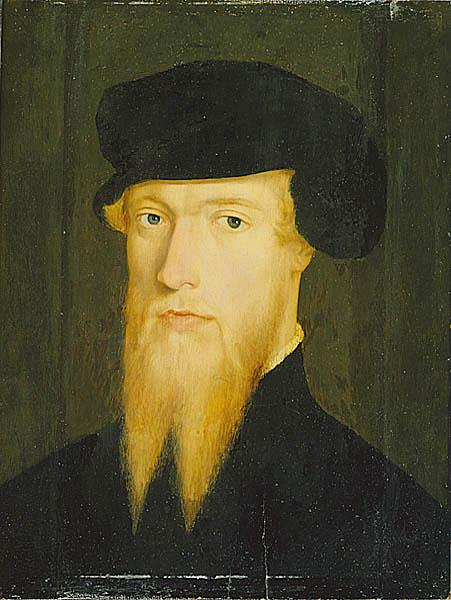
Эрик XIV, отец Густава

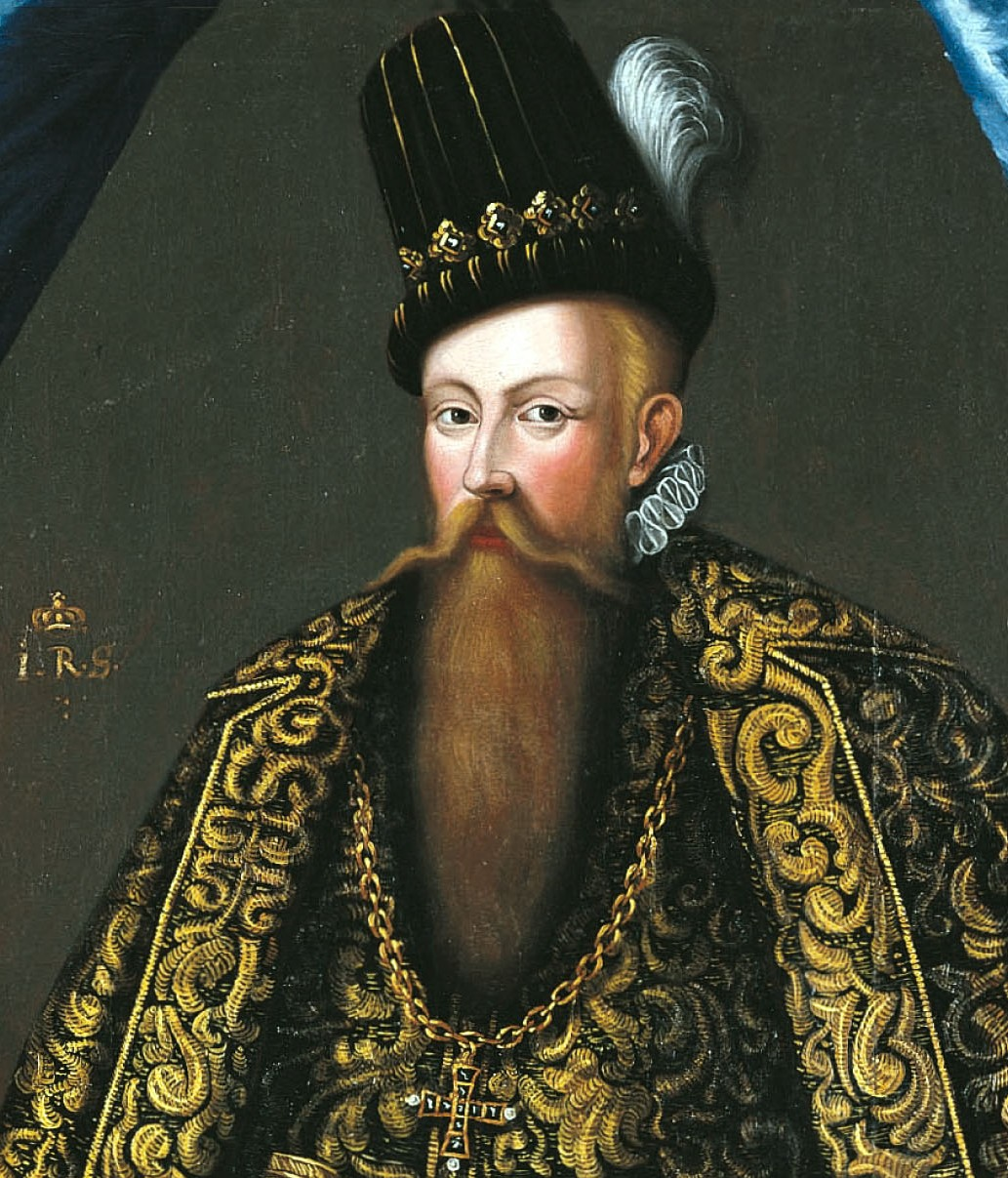
Юхан III, дядя Густава

Густав был сыном короля Эрика XIV, впоследствии душевнобольного и умершего в заключении, и Карин Монсдоттер, бывшей трактирной служанки, которая стала любовницей монарха в 1565 году, сочеталась с ним морганатическим браком в 1567 году, а официальным — 4 июля 1568 года, спустя полгода после рождения Густава, своего второго ребёнка. Права «привенчанного» Густава на престол и вообще законность его рождения благодаря этому являются достаточно сомнительными.

### Жизнь в изгнании
29 сентября 1568 года, когда маленькому Густаву не исполнилось и 8 месяцев, неуравновешенный Эрик был свергнут своим братом Юханом. В 1573 году по приказу нового короля Карин и её дети были разлучены с Эриком, жившим с ними в заключении, и отправлены под домашний арест в Абоский замок в Финляндии. Густав оставался в Або до 1575 года, когда по приказу Юхана, видевшего в нём возможного претендента на престол, был разлучён с родными и отослан в Польшу (королевой которой была сестра жены Юхана — Анна Ягеллонка) к иезуитам. Согласно легенде, упоминаемой Вернадским, перед этим Юхан дал одному царедворцу приказание утопить ребёнка, но неудачно. Встреча матери с сыном после этого, первая и последняя, произошла только через 21 год. Воспитание получил у иезуитов в Браунсберге, в Торне и в Вильно, где он, добывая средства к существованию, порой служил конюхом. Принял католицизм.
Принцу было запрещено появляться в Швеции и Финляндии. Он был вынужден скитаться по Европе, часто испытывая нужду. Согласно легенде, когда Сигизмунд III (сын его дяди Юхана III), короновался в 1587 году в Кракове, Густав в одежде нищего присутствовал на торжестве. Здесь он открылся своей сестре Сигрид, бывшей в свите Сигизмунда, получил от неё помощь деньгами и уехал в Германию. В 1586 году Густав жил в Риме, затем в Моравии, в Силезии (под покровительством императора Рудольфа II), а затем в Польше, где ему было удобно благодаря пока ещё хорошим отношениям со своим кузеном королём Польши Сигизмундом III.

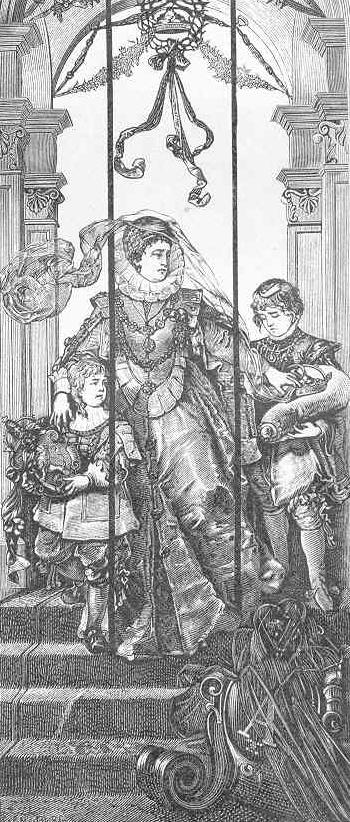
Владимир Сверчков. Карин Монсдоттер и её дети: Сигрид и Густав

Чтобы добыть средства к существованию, был вынужден заниматься торговлей. В 1596 году королева Карин приехала в Ревель, чтобы увидеть сына после долгой разлуки, и обнаружила, что он забыл шведский язык. В период его изгнания она порой помогала ему деньгами.

### Личность
Густав получил отличное иезуитское образование. Во многом принц унаследовал и таланты, и недостатки отца, знал большое количество языков и был весьма сведущ в алхимии, гордясь тем, что его называли «новым Парацельсом» (этим прозвищем он гордился больше, чем титулом принца). Карамзин пишет о нём: 
знал языки, кроме шведского и славянского, италиянский, немецкий, французский; много видел в свете, с умом любопытным, и говорил приятно.

### Поездка в Россию
Ещё Иван Грозный, сначала пытаясь освободить свергнутого Эрика XIV из заключения (благодаря чему к королю был применён более жёсткий режим), имел также в виду права Густава на престол Швеции и намеревался использовать его для изменения политической ситуации на Балтике, но его планы не были осуществлены. И в 1585 году, по сообщению Николая Варкоча, Борис Годунов и царь Фёдор Иоаннович безуспешно сманивали Густава в Москву.
Затем Густав занял видное место в политических построениях уже царя Бориса Годунова, начавшего с ним переговоры о руке дочери почти сразу после восцарения. Борис хотел сделать Ливонию вассальным королевством и поставить Густава в его главе (десятью годами раньше, в 1573 году Иван Грозный так же пытался посадить в Ливонии марионеточного короля Магнуса, обвенчав его с дочерью своего двоюродного брата Марией Старицкой).
В августе 1599 года Густав отправился в Москву, где ему в удел была обещана Калуга и ещё три других города. Навстречу Густаву в назначенное время и место на границе с Польшей было послано несколько придворных с немецкими переводчиками, а также повозки, лошади и всё необходимое для дороги. 19 августа Густав торжественно въехал в Москву. Борис обещал ему покровительство России и руку дочери.

На границе, в Новегороде, в Твери ждали Густава сановники царские с приветствиями и дарами; одели в золото и в бархат; ввезли в Москву на богатой колеснице; представили Государю в самом пышном собрании Двора. Поцеловав руку у Бориса и юного Феодора, Густав произнёс речь (зная Славянский язык); сел на золотом изголовье; обедал у Царя за столом особенным, имея особенного крайчего и чашника. Ему дали огромный дом, чиновников и слуг, множество драгоценных сосудов и чаш из кладовых Царских; наконец Удел Калужский, три города с волостями, для дохода. Одним словом, после Борисова семейства Густав казался первым человеком в России, ежедневно ласкаемый и даримый.
— Н.М. Карамзин

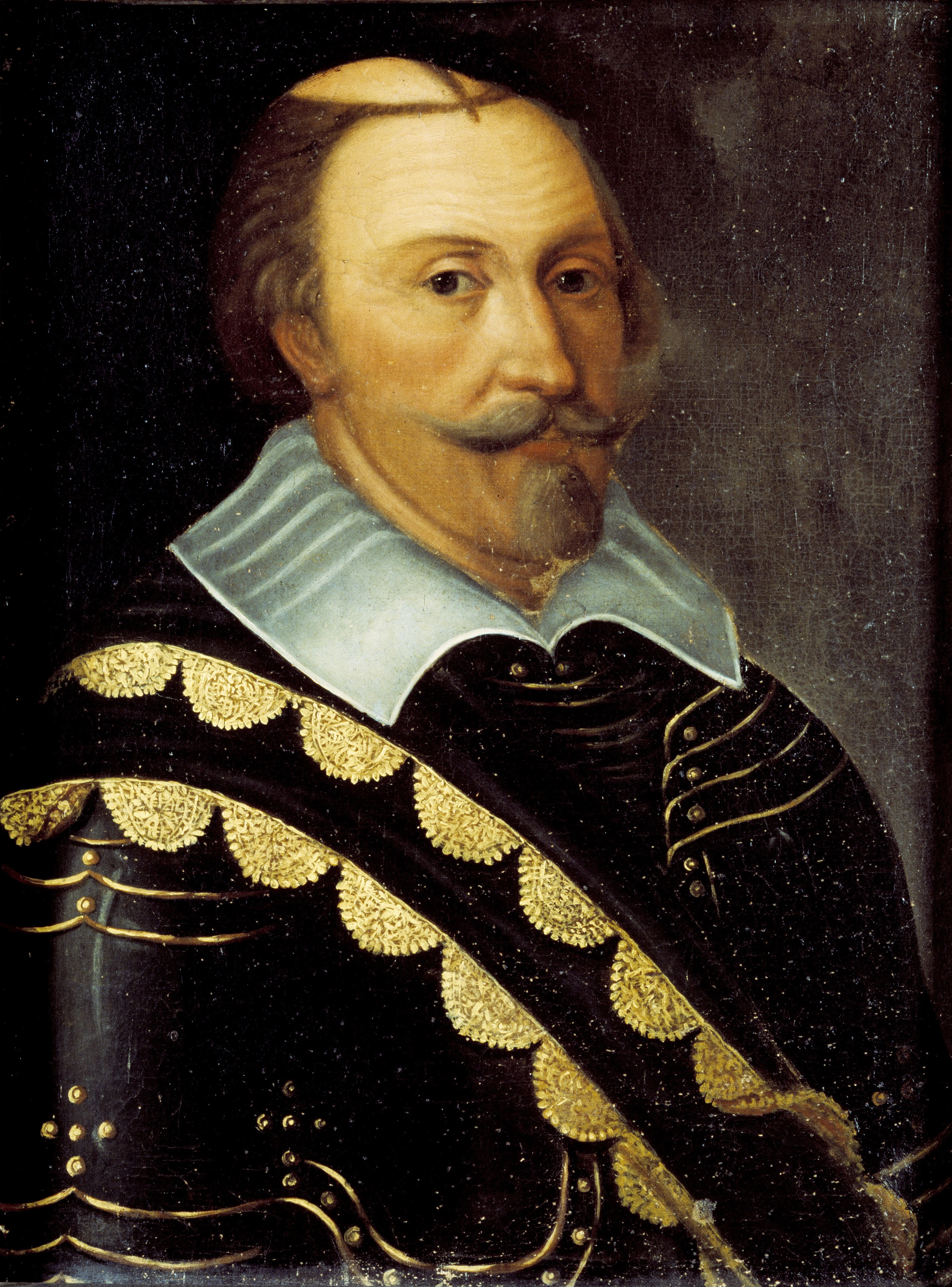
Карл IX Шведский, дядя Густава

Густав стал знаковой фигурой политики. «Царь начал стращать им двоюродного брата его, Сигизмунда польского; Льва Сапегу во время торжественного въезда посольского нарочно провезли мимо дома, занимаемого Густавом, чтоб послы могли видеть этого соперника Сигизмундова».
Действующий глава шведского государства герцог Карл (будущий король Карл IX, ещё один брат Эрика XIV) был Густаву дядей, а Швеция и Польша в тот момент находились в состоянии войны из-за притязаний племянника Карла польского короля Сигизмунда III (сына Юхана III) на шведскую корону. (Причём Сигизмунд номинально действительно считался королём Швеции). Предлог для отвоевания прибалтийских земель и образования Ливонского королевства звучал убедительно: восстановить справедливость по отношению к несчастному отпрыску шведского монарха. По замыслу Годунова, герцогу Карлу следовало бы отказаться от захваченной Швецией Эстонии в ответ на обещания Густава не претендовать на шведский престол. К тому же Карл получал бы двух союзников против Польши.
Однако проживая в столице в ожидании свадьбы принц Густав повёл себя крайне скандально, выписал свою любовницу, в русских источниках называемую Екатериной, а также их детей, открыто катал их в карете:

«велел возить её в карете, запряжённой четвернёй белых лошадей и в сопровождении многих слуг, как ездят царицы. Недовольные из свиты принца говорили, что эта женщина оказывала на него дурное влияние, и под этим влиянием он стал надменным в отношениях со своими дворянами и вспыльчивым по отношению к слугам, которых часто бил».

Борис пытался прекратить этот скандал, но принц умножал свои сумасбродства и более дурные выходки, «но креститься [в православие], как было обещано, не захотел». Многие дворяне из его свиты предпочли уволиться и поступить к московскому государю.

### Ссылка

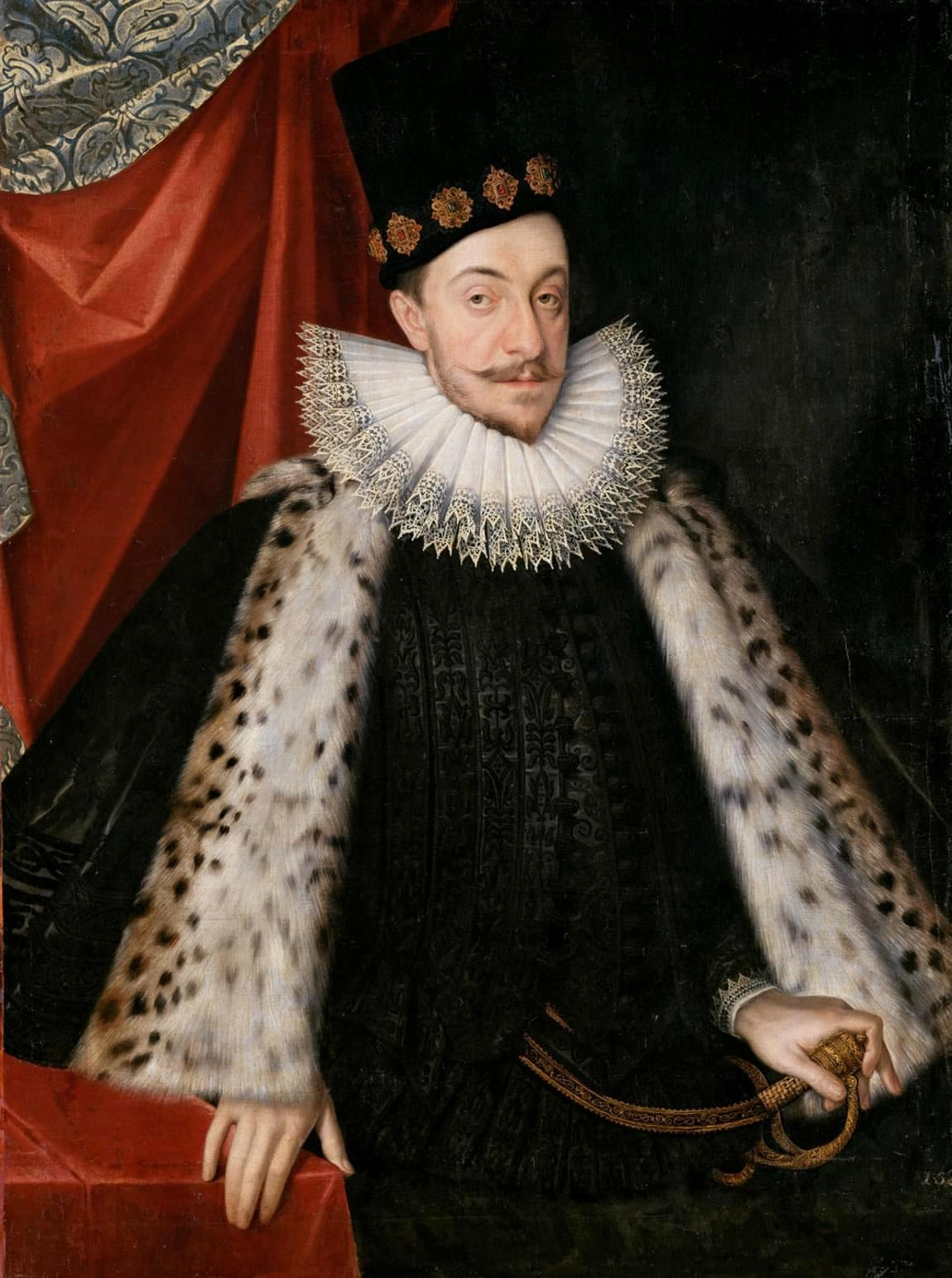
Польский король Сигизмунд III, двоюродный брат Густава

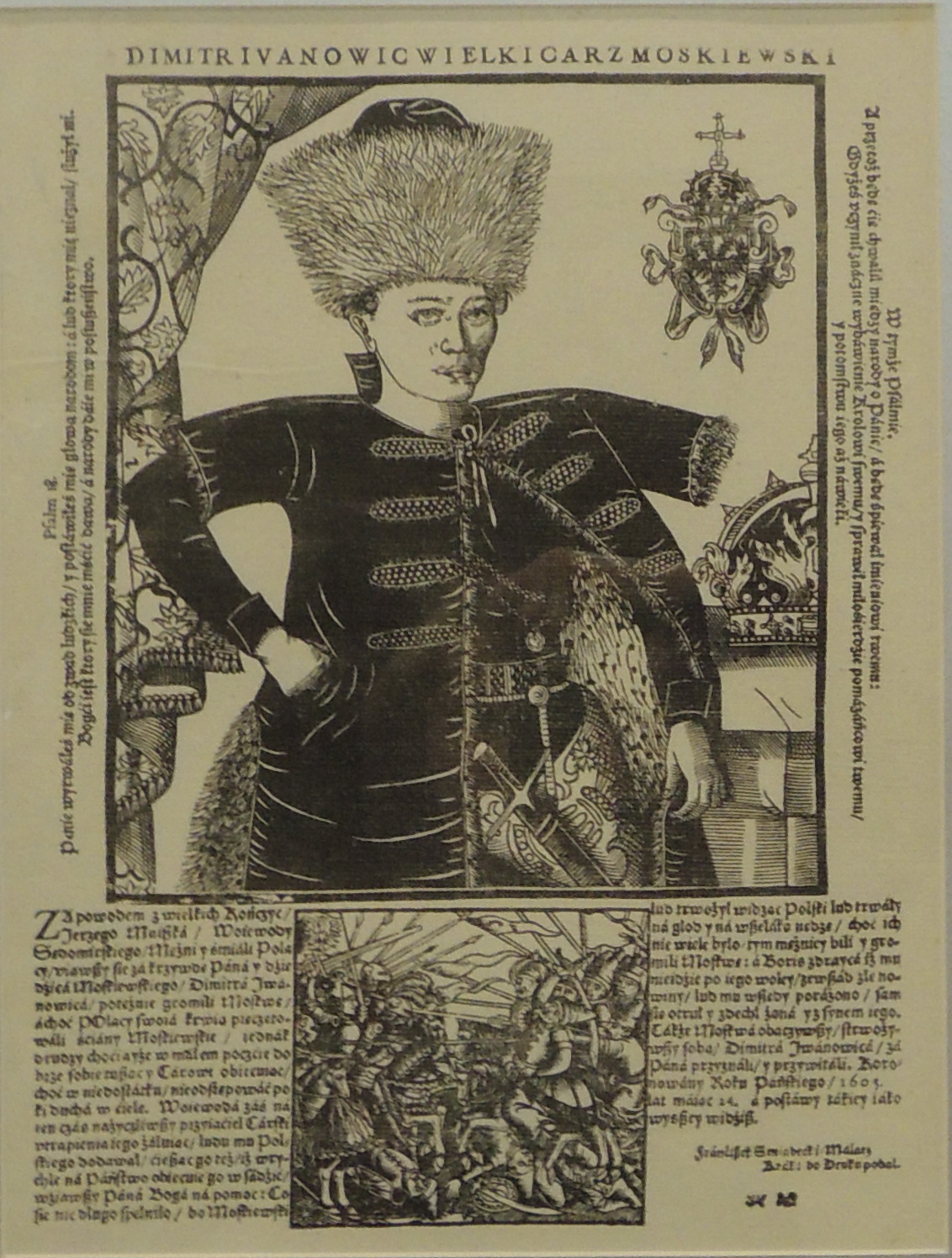
Самозванец Лжедмитрий во многом мог использовать элементы авантюрной биографии принца Густава при создании собственной легенды

Царь Борис повелел объявить принцу, что его поведение не достойно звания королевского сына и отказался отдать за него любимую дочь. Но его не стали выгонять за это обратно — скитаться по Польше, хотя и отняли уже пожалованные Калугу с тремя городами. В 1601 году он был разлучён с сожительницей и отправлен в Углич, где ему было пожаловано номинальное удельное княжество, «спокойно занимался там химиею». Уделом управлял назначенный царём дворянин, а Густаву лишь доставался доход.

Он вёл и другие неуместные речи, из чего можно заключить, что добрый господин либо переучился (поскольку он был учёным мужем), либо слишком много перестрадал.
— Конрад Буссов

…разгорячённый вином, в присутствии Борисова медика Фидлера Густав грозился зажечь Москву, если не дадут ему свободы выехать из России: Фидлер сказал о том Боярину Семёну Годунову, а Боярин Царю, который, в гневе отняв у неблагодарного и сокровища и города, велел держать его под стражею в доме; однако ж скоро умилостивился и дал ему вместо Калуги разорённый Углич. Густав (в 1601 году) снова был у Царя, но уже не обедал с ним; удалился в своё поместье и там, среди печальных развалин, спокойно занимался химиею до конца Борисовой жизни.
— Н.М. Карамзин

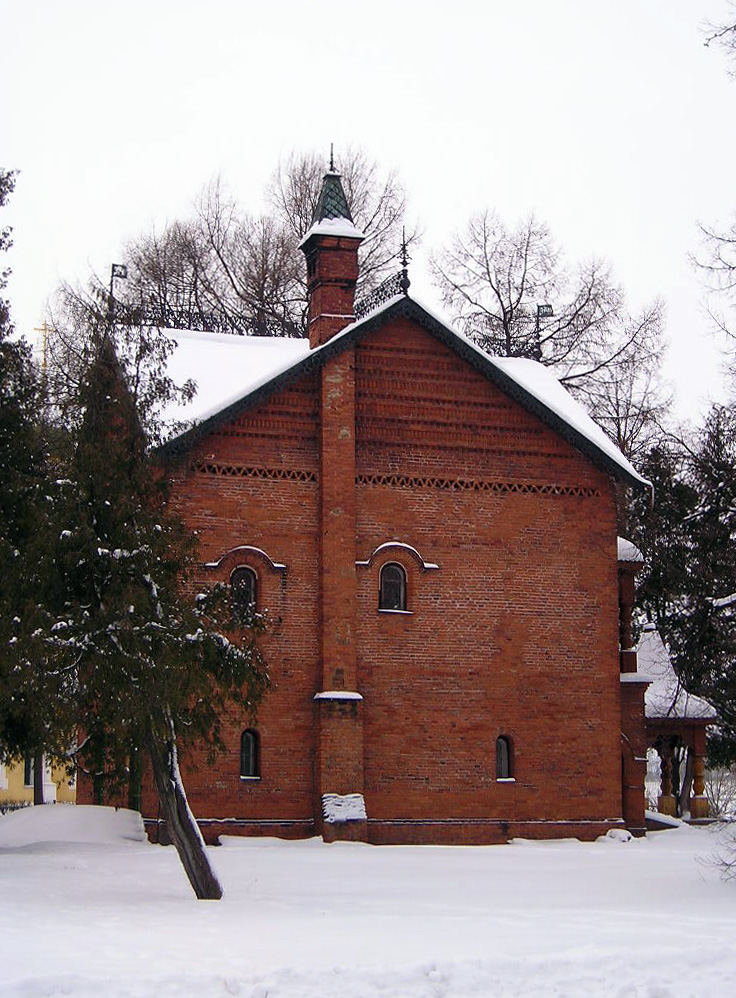
Палата угличских князей, где жил Густав

После смерти Годунова московский правитель Лжедмитрий I под давлением своего союзника Сигизмунда III, помнившего о притязаниях кузена, приказывает перевезти Густава в Ярославль и содержать как пленника. Указывают также, что польский король просил Густава убить, но Лжедмитрий предпочёл оставить его в живых в качестве инструмента воздействия. Когда на трон взошёл Василий IV Шуйский, Густава переводят в Кашин, где с ним снова обращаются как с королевичем. Умер в возрасте 38 лет в 1607 году в Кашине. Был погребён в монастыре Димитрия Солунского 22 февраля 1607 года, согласно хронике Буссова, пастором Мартином Бером из Нойштадта, который пишет, что сам погребал Густава в монастыре Димитрия Солунского и получил за сие 20 рублей в награду.

Неволею перевезённый тогда в Ярославль, а после в Кашин, сей несчастный Принц умер в 1607 году, жалуясь на ветреность той женщины, которой он пожертвовал блестящею долею в России. Уединённую могилу его в прекрасной берёзовой роще, на берегу Кашинки, видели знаменитый Шведский Военачальник Иаков де-ла-Гарди и Посланник Карла IX Петрей в царствование Шуйского.
— Н.М. Карамзин

## Семья
Как считается, в Силезии вступил в длительную связь с Бритой Перссон Карт (Brita Persson Karth), родившейся в Силезии около 1568 года (умерла после 1592 года). У них было четверо детей:
1. Ларс (род. 1 сентября 1586) — отец Ларса, барона Эстергётландского.
2. Эрик (род. ок. 1588)
3. Карл Густав (род. ок. 1590)
4. Катерина Зигрид (род. ок. 1592)

Русские источники, а также Конрад Буссов, называют любовницу Густава Екатериной, женой хозяина немецкой гостиницы Христофора Катера, родом из Данцига.
На своем смертном одре герцог очень жаловался на свою сожительницу Катерину (которую он вместе с её мужем привез в Россию из Данцига) из-за того, что она им так завладела, что он не только не имел силы её покинуть, но даже следовал больше её советам, чем благоволению царя, почему она и является началом и причиной всех его бед и несчастий.
Современные шведские исследователи указывают, что хотя он безусловно мог иметь любовницу, личность Бриты Карт, её детей и их брак на самом деле были сфальсифицированы в XIX веке Адольфом Людвигом Штернфельдом, пожелавшим приписать себя к потомкам королей из династии Вазы (см. en:Brita Persdotter Karth).

## Оценка роли личности в истории

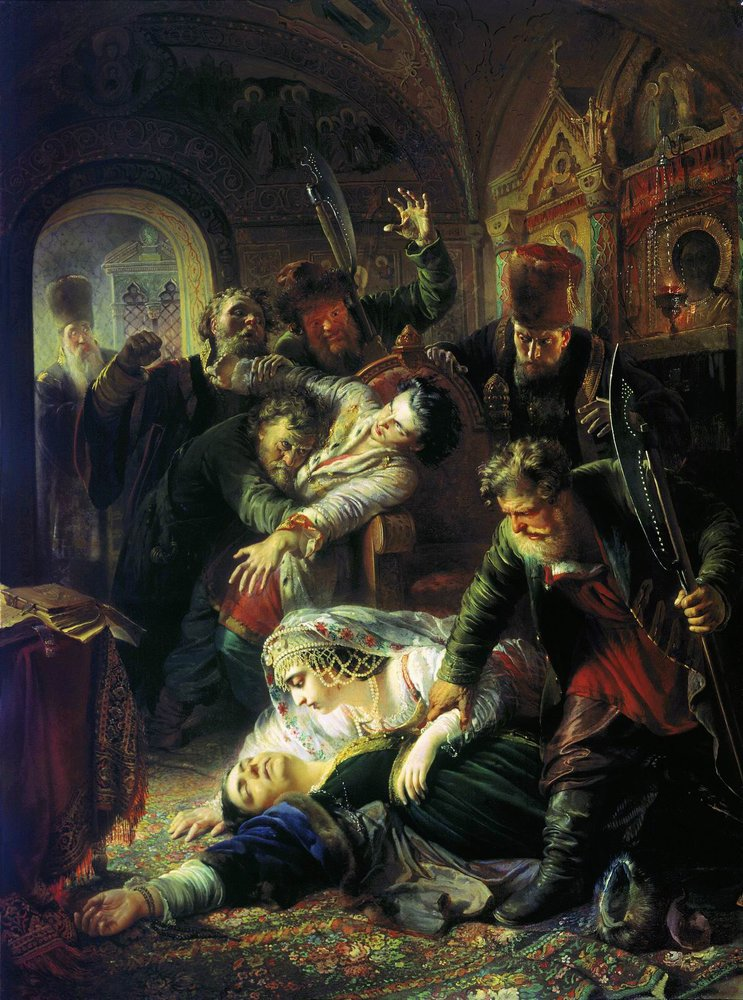
Константин Маковский. «Агенты Дмитрия Самозванца убивают сына Бориса Годунова». Над телом матери — неудавшаяся невеста Густава, Ксения Годунова

Если бы Густав вырос при королевском дворе, разбирался в хитросплетениях политики и активно стремился к власти, «то он принял бы условия предложенной царём игры. Тогда, после смерти Бориса Годунова, даже не будучи ливонским королём, он имел все шансы править Московией от лица шестнадцатилетнего наследника престола Фёдора Борисовича (тогда бы своего шурина) до достижения им зрелости. А так неопытный Фёдор царствовал всего два месяца и был умерщвлён боярами. Вряд ли такое могло произойти при опекуне, опирающимся на союз с сильной Швецией, да и весьма проблематичным был бы в последующем приход на московский трон лжедмитриев».

## Проблема брака с Ксенией
Некоторые историки оспаривают, был ли приглашён Густав именно для свадьбы с Ксенией, и считают это поздними домыслами:

В 1599 царь Борис Годунов пригласил Густава в Москву, как тогда считали многие авторы (Масса, Маржарет, Буссов, Петрей и др.), с тем, чтобы выдать за него свою дочь Ксению. Однако, по словам Б. Н. Флори, «Борис предназначал свою дочь для брака с владетельными особами значительно более высокого ранга, чем беглый королевич незаконного происхождения». Автор Нового летописца, сообщая о прибытии в Россию Густава, ни словом не упоминает об этом сватовстве. (…) К тому же, в то время, как Густав торжественно принимали в Кремле, думной дьяк А. Власьев находился на пути в Священную Рим. империю, где он должен был вести переговоры с имп. Рудольфом II о браке его брата Максимилиана с царевной Ксенией.
— Владимир Богуславский. «Славянская энциклопедия, XVII век»
В.Богуславский, впрочем, также пишет, что Лжедмитрий, «чтобы придать больше пышности своему двору, вызвал Густава в Москву», а когда тот отказался, заточил его в Ярославле. Тогда как по мнению других историков, меры к Густаву все же были ужесточены по более веской политической причине — по просьбе союзника Самозванца, польского короля Сигизмунда, поскольку Густав оставался ненужным соперником своему кузену.
Кроме того, в желании Бориса Годунова создать в Ливонии зависимое государство со своим ставленником во главе из скандинавских принцев, обручив его с царской родственницей, читается очевидное стремление брать пример с политики Ивана Грозного, который практически смог сделать то же самое, поставив во главе Ливонии Магнуса, датского принца, и отдав ему в жёны свою ближайшую кровную родственницу женского пола Марию Старицкую.

## В литературе
- Lorenzo Hammarsköld. Драма «Принц Густав» (1812)
- Johan Börjesson. Драма «Сын Эрика XIV» (1847).
- Jadwiga Żylińska. Роман «Broken star»
- Елена Вельтман. «Приключения королевича Густава Ириковича, жениха царевны Ксении Годуновой»